# ديفونتيس
بلدية ديفونتيس (بالإسبانية: Deifontes) أو ألفَنت هي بلدية تقع في مقاطعة غرناطة التابعة لمنطقة أندلوسيا جنوب إسبانيا.

## الديموغرافيا
بلغ عدد سكان بلدية ديفونتيس 2.567 نسمة عام 2011 (وفقاً للمعهد الوطني الإسباني للإحصاء).
| 2.539 | 2.424 | 2.366 | 2.439 | 2.483 | 2.530 | 2.567 |